# St. Nikolaus (Buchenberg)

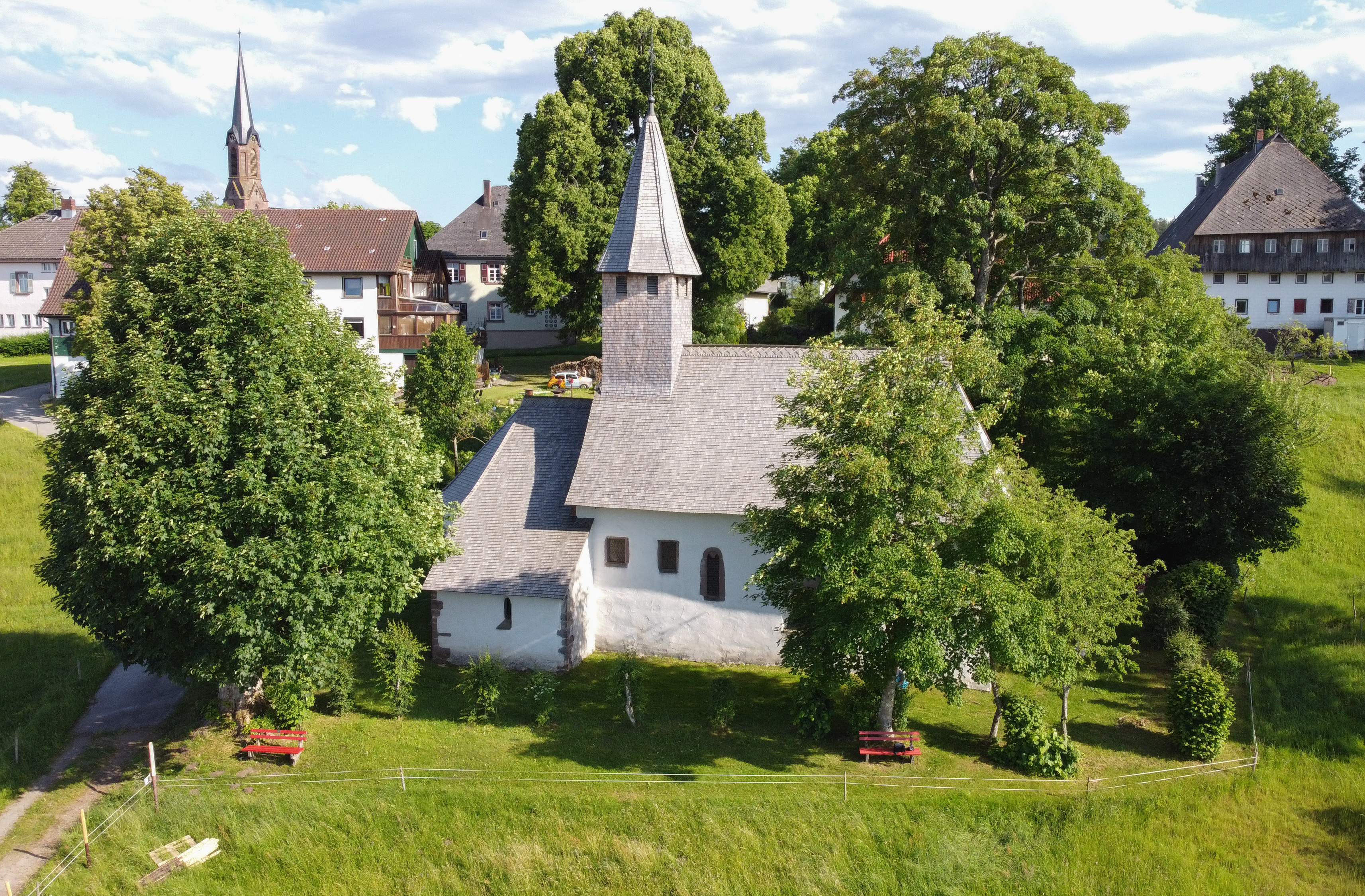
St. Nikolaus in Buchenberg

Die ehemalige römisch-katholische Pfarrkirche und heutige Friedhofskapelle St. Nikolaus steht in Buchenberg, einem Ortsteil der Gemeinde Königsfeld im Schwarzwald im Schwarzwald-Baar-Kreis in Baden-Württemberg. Die Kirche ist als Denkmal beim Landesamt für Denkmalpflege Baden-Württemberg eingetragen.

## Beschreibung
Die Saalkirche mit Wandmalereien im Innenraum wurde im frühen 15. Jahrhundert erbaut. Sie besteht aus einem Langhaus, aus dessen Satteldach sich ein quadratischer, mit einem achtseitigen Zeltdach bedeckter Dachreiter erhebt, und einem eingezogenen, dreiseitig geschlossenen Chor im Osten.
Sie verfügt über eine historische Orgel des Waldshuter Orgelmachers Johann Christoph Albrecht aus dem Jahr 1719 mit 6 Registern, die ursprünglich in der Ruhe-Christi-Kirche in Rottweil stand.
Im Januar 2013 zerstörten zwei Minderjährige mehrere wertvolle Fenster und deren Bleiverglasung. Der entstandene Sachschaden belief sich auf mehrere 10.000 Euro. Die Fenster wurden wieder instand gesetzt.